# Royal Naval Air Service

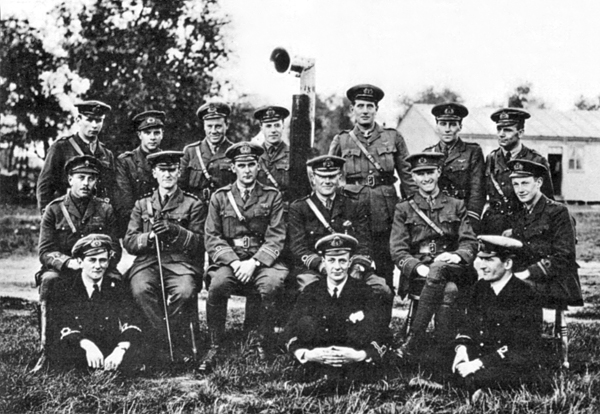
Uomini del primo Squadrone del Royal Naval Air Service nel 1914

Il Royal Naval Air Service, abbreviato anche con la sigla RNAS, era la componente aerea della Royal Navy, la marina militare britannica, al comando dell'Air Department dell'Ammiragliato e parte integrante delle forze armate britanniche fino al termine della prima guerra mondiale. I suoi compiti erano il pattugliamento marittimo a difesa della flotta e delle coste per l'individuazione di navi nemiche e sottomarini, e la difesa aerea del cielo della Gran Bretagna. Inizialmente i primi velivoli imbarcati erano degli idrovolanti, che partivano da apposite navi come la HMS Engadine; questa fu la prima nave a far operare velivoli durante una battaglia navale, precisamente la battaglia dello Jutland. Le portaerei entrarono in servizio solo dopo la fusione con la RAF, e la HMS Furious partecipò al raid di Tondern appunto con apparecchi in forza alla RAF.
Successivamente venne soppressa e fusa con il Royal Flying Corps, la componente aerea della British Army, per formare un nuovo servizio (il primo del suo genere nel mondo), la Royal Air Force. La sua eredità verrà raccolta nel 1924 dalla Fleet Air Arm.

## Aeromobili in uso
| Aeromobile      | Origine     | Tipo                        | Versione (denominazione locale) | In servizio | Note |
| Bristol TB.8    | Regno Unito | Aereo da addestramento      | TB.8                            |             |      |
| Curtiss Model H | Stati Uniti | Idropattugliatore marittimo | H-16                            |             |      |